# Sipí
Sipí là một khu tự quản thuộc tỉnh Chocó, Colombia. Thủ phủ của khu tự quản Sipí đóng tại Sipí Khu tự quản Sipí có diện tích 1274 ki lô mét vuông. Đến thời điểm ngày 28 tháng 5 năm 2005, khu tự quản Sipí có dân số 2063 người.